# Javier Carriqueo
Javier Carriqueo, född 29 maj 1979, är en argentinsk friidrottare. Han deltog vid olympiska sommarspelen 2008 och olympiska sommarspelen 2012.